# Shoji Jo
Shoji Jo (Hokkaido, 17. lipnja 1975.) japanski je nogometaš.

## Klupska karijera
Igrao je za: JEF United Ichihara, Yokohama F. Marinos, Real Valladolid, Vissel Kobe i Yokohamu FC.

## Reprezentativna karijera
Za japansku reprezentaciju igrao je od 1995. do 2001. godine. Za japansku reprezentaciju odigrao je 35 utakmica postigavši 7 pogodaka.
S japanskom reprezentacijom Shoji Jo igrao ne na jednom svjetskom prvenstvu (1998.).

## Statistika
| Japan  | Japan | Japan |
| Godina | Nas.  | Gol.  |
| ------ | ----- | ----- |
| 1995.  | 1     | 0     |
| 1996.  | 3     | 0     |
| 1997.  | 13    | 4     |
| 1998.  | 10    | 1     |
| 1999.  | 5     | 0     |
| 2000.  | 2     | 2     |
| 2001.  | 1     | 0     |
| Ukupno | 35    | 7     |

## Vanjske poveznice
- National Football Teams
- Japan National Football Team Database